# Ragazze del radio

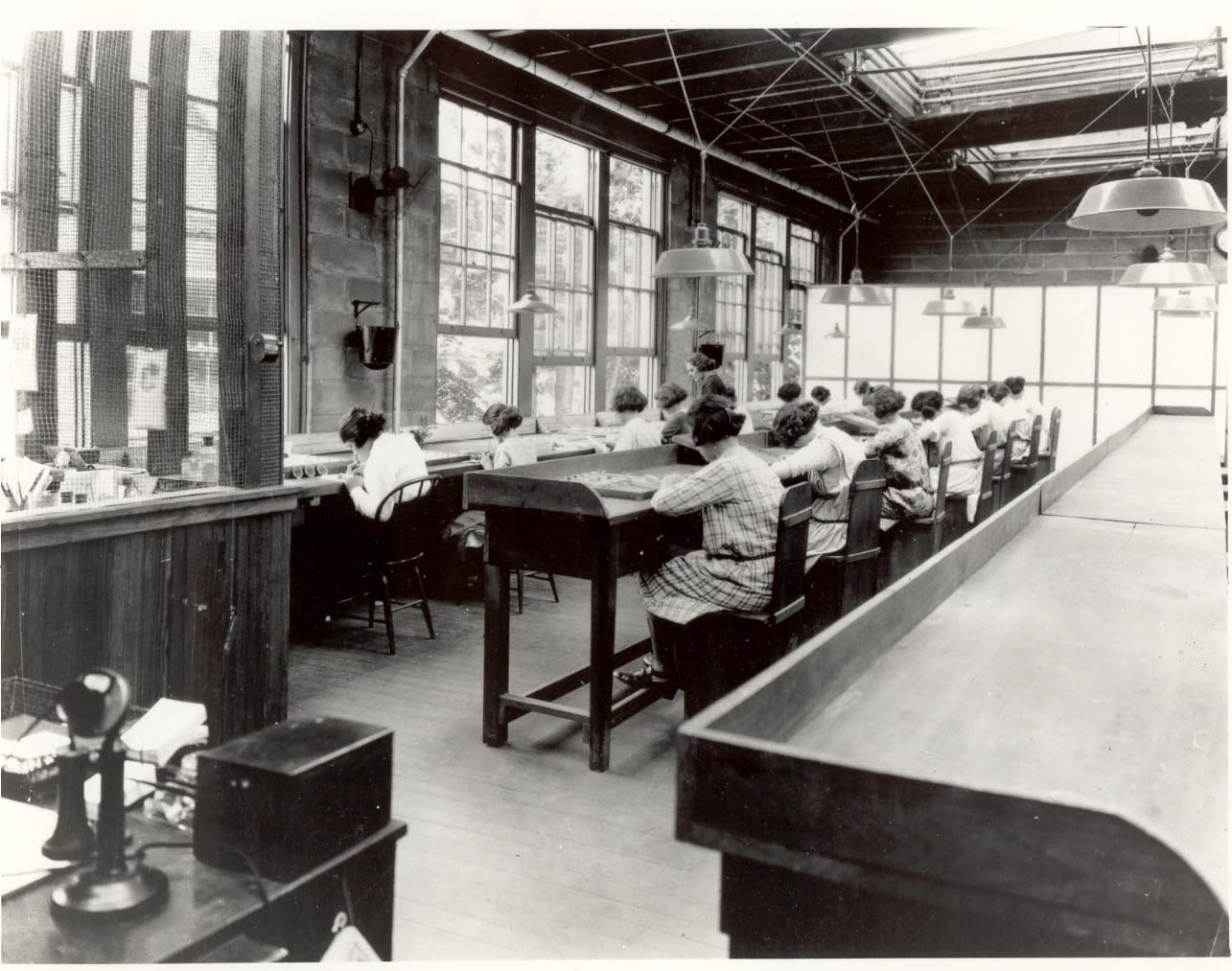
Le ragazze del radio (chiamate anche ragazze fantasma) al lavoro nello stabilimento della United States Radium Corporation.

Le ragazze del radio (in inglese: Radium Girls) furono un gruppo di operaie che subirono un grave avvelenamento da radiazioni di radio, contenuto nella vernice radioluminescente utilizzata come pittura per quadranti nella fabbrica di orologi della United States Radium Corporation (azienda fondata nel 1914 dal medico ucraino Sabin Arnold von Sochocky e il collega George S. Willis) nella cittadina di Orange, nel New Jersey (Stati Uniti), intorno al 1917. 
Le donne, a cui era stato raccontato che la vernice fosse innocua, ingerirono quantità mortali di radio quando leccavano i pennelli per dare loro una punta fine; alcune di loro utilizzarono tale sostanza anche per decorarsi le unghie e i denti. Cinque donne citarono in giudizio il loro datore di lavoro: a seguito di questo processo, fu stabilito il diritto dei singoli lavoratori che contraggono malattie professionali a citare in giudizio i loro datori di lavoro.

## United States Radium Corporation

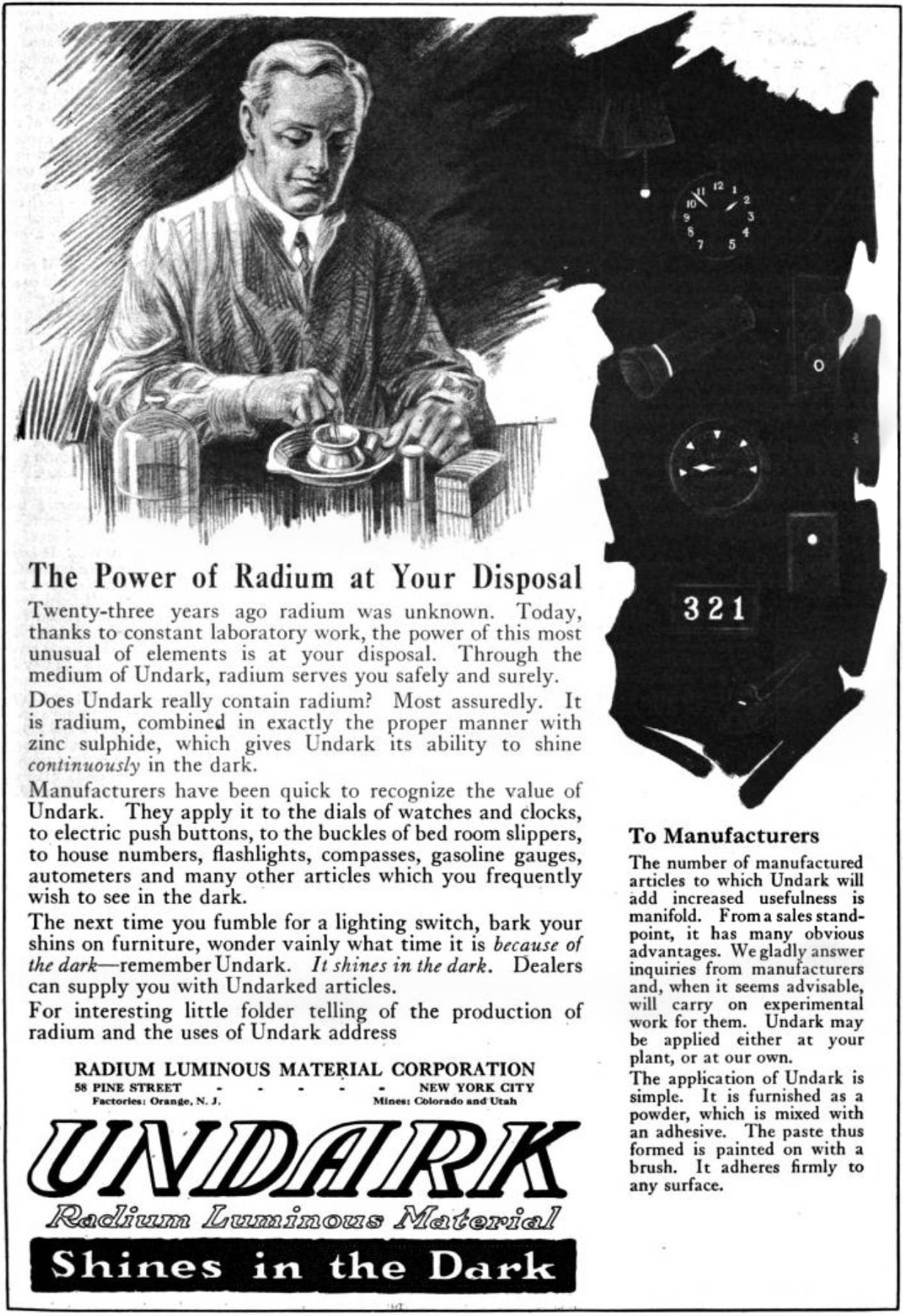
Pubblicità della vernice Undark, 1921

Dal 1917 al 1926, la produzione della US Radium Corporation, originariamente chiamata Radium Luminous Material Corporation, fu incentrata nell'estrazione e purificazione del radio dal minerale carnotite per la produzione di vernici radioluminose, commercializzate con il marchio "Undark". In quanto ditta appaltatrice del ministero della difesa statunitense, la US Radium fu un'importante fornitrice di orologi radioluminescenti per il personale militare. 
Il loro impianto in Illinois impiegava più di un centinaio di lavoratori, soprattutto donne, per dipingere orologi e strumenti di vigilanza radioilluminati, rassicurati che le condizioni di lavoro fossero sicure.

## L'esposizione alle radiazioni
La US Radium Corporation assunse circa 70 donne per diverse attività, tra cui la gestione del radio, mentre i proprietari e gli scienziati (che avevano familiarità con gli effetti del radio) evitarono accuratamente ogni esposizione essi stessi: i chimici che lavoravano presso l'impianto utilizzavano ad esempio schermi di piombo, maschere e tenaglie. La US Radium aveva addirittura distribuito letteratura per la comunità medica che descriveva gli "effetti pregiudizievoli" del radio.
Si stima che circa 4.000 lavoratori furono assunti da aziende negli Stati Uniti e in Canada per dipingere i quadranti degli orologi con il radio. Essi mescolavano colla, acqua e radio in polvere e poi usavano pennelli di pelo di cammello per applicare la vernice luminosa sui quadranti. L'allora retribuzione era di circa un centesimo e mezzo per ogni pezzo per la pittura di 250 quadranti al giorno. I pennelli tuttavia perdevano la forma dopo pochi colpi: per tale motivo gli addetti al controllo di produzione della US Radium Corporation incoraggiavano gli operai ad umettare con le labbra i pennelli per appuntirli, o ad utilizzare la lingua per tenerli appuntiti.
Per divertimento, le ragazze del radio si dipingevano le unghie, i denti, la faccia ed i vestiti da sera con la vernice mortale prodotta in fabbrica. Molti dei lavoratori si ammalarono e non è noto quanti di essi morirono per l'esposizione alle radiazioni.

## Importanza

### Il processo
La particolarità di questo abuso perpetrato contro i lavoratori si distinse dalla maggior parte dei casi precedenti per il fatto che il conseguente contenzioso fu ampiamente seguito dai media. L'operaia Flora Grace Fryer decise di citare in giudizio il proprio datore di lavoro, ma le ci vollero due anni per trovare un avvocato disposto a chiamare in causa la US Radium. Successivamente un gruppo di cinque operaie (Grace Fryer, Edna Hussman, Katherine Schaub e sorelle Quinta McDonald e Albina Larice), soprannominate le "ragazze del radio", si aggiunsero al processo.
Il caso è stato risolto nell'autunno del 1928, prima che il processo fosse deliberato dalla giuria, e la transazione per ciascuna delle ragazze del radio prevedeva un risarcimento di $ 10.000 (equivalente a 137.000 dollari nel 2014) e una rendita vitalizia di 600 dollari all'anno (pari a 8.200 dollari nel 2014) oltre al pagamento di tutte le spese mediche e legali a carico della società.

### Impatto giuridico
La saga delle ragazze del radio occupa un posto importante nella storia sia nel campo della fisica sanitaria sia del movimento dei diritti dei lavoratori. 
La pubblicità e notorietà della causa furono un fattore determinante nella creazione della fattispecie della "malattia professionale" nel diritto del lavoro. Gli operai addetti alla decorazione dei quadranti vennero istruiti con misure di sicurezza adeguate e dotati di protezioni e, in particolare, non furono più costretti a umidificare con le labbra i pennelli evitando l'ingestione o la respirazione di vernice al radio, che continuò a essere utilizzata per la decorazione dei quadranti fino agli anni '60 del XX secolo.
Il contenzioso e l'impatto mediatico che circondò il caso stabilirono i precedenti giuridici e influenzarono l'emanazione di regolamenti per la disciplina standard della sicurezza del lavoro, tra cui il concetto di "sofferenza dimostrabile". A seguito del caso delle ragazze del radio, è stato riconosciuto il diritto dei singoli lavoratori di citare in giudizio le aziende per danni subiti a causa di abusi sul lavoro. Sulla scia del caso, gli standard di sicurezza industriali furono sensibilmente migliorati nei successivi decenni.

### Impatto scientifico
Robley D. Evans fece le prime misurazioni delle esalazioni di radon e delle escrezioni di radio su un ex pittore addetto alla linea produttiva nel 1933. Al MIT raccolse affidabili misurazioni del contenuto nei corpi di 27 pittori selezionati. Questa informazione è stata utilizzata nel 1941 dal National Bureau of Standards per stabilire il livello di tolleranza per il radio, pari a 0,1 μCi (3,7 kBq).
Nel 1968 venne istituito il centro per la radiobiologia umana presso l'Argonne National Laboratory. L'obiettivo principale del centro fu fornire esami medici per pittori di orologi. Il progetto inoltre si concentrò sulla raccolta di informazioni e, in alcuni casi, di campioni di tessuto. Quando il progetto terminò nel 1993, erano state raccolte informazioni dettagliate su 2.403 casi. Nessuno dei sintomi fu osservato nei pittori con meno di 1.000 cicli naturali dell'isotopo radio 226 nei soggetti non esposti, suggerendo tale soglia per i tumori radio-indotti.

### Curiosità
La storia delle Radium Girls ha ispirato la cantautrice Ottavia Brown nella stesura del brano Non solo le stelle brillano presente nell'album Signora Nessuno pubblicato nel 2020.
Ha ispirato inoltre il primo romanzo della giovane scrittrice italiana Virginia Benenati "Le ragazze fantasma", edito da Bookabook e pubblicato nel 2023.